# Властимил Борецький
Властимил Борецький (чеськ. Vlastimil Borecký, 1 червня 1907, Прага — ?) — чехословацький футболіст, що грав на позиції півзахисника. Після завершення ігрової кар'єри — футбольний тренер.

## Кар'єра
До 1930 року виступав у складі клубу «Чехія Карлін» (Прага), що балансував між вищим і другим дивізіоном чемпіонату Чехословаччини. У 1930 і 1931 роках грав у французьких командах «Ренн» і «Антіб».
Влітку 1931 року приєднався до складу австрійської команди «Вінер Атлетікспорт Клуб», більш відомої як ВАК. Брав участь у матчах кубка Мітропи 1931 року, куди ВАК потрапив як переможець національного кубку. В чвертьфіналі ВАК у першій грі несподівано розгромив у Будапешті місцеву Хунгарію з рахунком 5:1. Незважаючи на таку перевагу, матч-відповіді не видався для віденців простим. «Хунгарія» забила два м'ячі на 2-й і 3-й хвилинах матчу, а на початку другого тайму ще й третій. Втім на більше угорці не спромоглися, чудову гру демонстрував знаменитий воротар австрійців Рудольф Гіден, а фактичну крапку у грі поставив нападник Вальтер Ганке на 81-й хвилині, встановивши остаточний рахунок — 1:3. У наступних матчах не грав, а ВАК дістався фіналу, де поступився співвітчизникам з Австрії команді «Ферст Вієнна» (2:3, 1:2). У чемпіонаті Австрії 1931/32 Борецький зіграв 2 матчі і залишив команду.
Перейшов до швейцарського клубу «Базель», у складі якого грав у 1931—1934 роках. У 1933 році став з командою переможцем кубка Швейцарії. У фіналі «Базель» з рахунком 4:3 переміг «Грассгоппер». Загалом у складі «Базеля» провів 72 матчі, у яких забив 4 голи. З них 41 матч і 2 голи у різних формаціях чемпіонату Швейцарії, 12 матчів у кубку Швейцарії, а також 19 матчів і 2 голи у товариських іграх. Посеред сезону 1933-34 перейшов у клуб «Янг Фелловз».
У наступні роки грав у французьких командах «Сент-Серван» і «Кан», а також швейцарському «Кантональ» (Невшатель).
У 1941—1942 роках був тренером клубу «Жиденіце» (Брно).

## Титули і досягнення
- Володар кубка Швейцарії (1):

«Базель»: 1933
- Фіналіст Кубка Мітропи (1):

ВАК: 1931

## Статистика
Статистика виступів у кубку Мітропи
| №                      | Розіграш               | Стадія                 | Дата та місце проведення | Команда 1              | Рахунок | Команда 2 | Голи |
| ---------------------- | ---------------------- | ---------------------- | ------------------------ | ---------------------- | ------- | --------- | ---- |
| 1                      | 1931                   | 1/4                    | 13.08.1931 Будапешт      | Хунгарія               | 1:5     | ВАК       |      |
| 2                      | 1931                   | 1/4                    | 19.08.1931 Відень        | ВАК                    | 1:3     | Хунгарія  |      |
| Всього у кубку Мітропи | Всього у кубку Мітропи | Всього у кубку Мітропи | Всього у кубку Мітропи   | Всього у кубку Мітропи | 2       |           | 0    |